# تو عاشقم کردی
تو من را عاشق کردی (به هندی: Aashiq Banaya Aapne) فیلمی محصول سال ۲۰۰۵ و به کارگردانی آدیتیا دات است. در این فیلم بازیگرانی همچون عمران هاشمی، سنو سود، تانوشری دوتا، نوین نیشول ایفای نقش کرده‌اند.